# Salvatierra (Guanajuato)
Salvatierra ist eine Stadt mit ca. 40.000 Einwohnern und Hauptort einer Gemeinde (municipio) mit etwa 100.000 Einwohnern im Süden des mexikanischen Bundesstaats Guanajuato. Wegen seines kolonialzeitlichen Zentrums und der reizvollen landschaftlichen Umgebung zählt der Ort seit dem Jahr 2012 zu den Pueblos Mágicos des Landes.

## Lage und Klima
Die Stadt Salvatierra liegt am Río Lerma in einem von Bergen umgebenen Tal etwa 270 km (Fahrtstrecke) nordwestlich von Mexiko-Stadt in einer Höhe von ca. 1750 m. Guanajuato, die Hauptstadt des Bundesstaates, befindet sich knapp 145 km nordwestlich. Das Klima der Stadt wird als steppenartig bezeichnet; der insgesamt eher spärliche Regen (ca. 615 mm/Jahr) fällt ganz überwiegend im Sommerhalbjahr.

## Bevölkerung
| Jahr      | 2000   | 2010   | 2020   |
| Einwohner | 34.066 | 37.203 | 35.401 |

Die Einwohner der Stadt sind zumeist indianischer Abstammung; auch der Anteil von Mestizen ist relativ hoch. Nur noch ein kleiner Teil der Einwohner der Gemeinde spricht den regionalen Nahuatl-Dialekt; Umgangssprache ist in der Regel Spanisch.

## Wirtschaft
Durch den nahe gelegenen Fluss Lerma bestens mit Wasser versorgt, wurde die Region um Salvatierra zu einem wichtigen Zentrum für landwirtschaftliche Produkte aller Art; auch die Viehzucht spielt eine wichtige Rolle. Neben der Nahrungsmittelindustrie (Molkereiprodukte) ist in erster Linie noch die Textilindustrie von Bedeutung. Auf dem Gemeindegebiet gibt es noch mehrere Großgrundbesitzer (hacienderos).

## Geschichte
Vor der Ankunft der Spanier (um 1530) hieß die Gegend Guatzindeo (= „fruchtbarer Ort“). Im Jahr 1644 erhielt der nunmehr San Andrés de Salvatierra genannte Ort vom damaligen Vizekönig García Sarmiento de Sotomayor die Stadtrechte (villa). Im Jahr 1813 wurden bei der Brücke von Batanes 25 Aufständische (insurgentes) erschossen.

## Sehenswürdigkeiten
- Der nahezu völlig aus Bruchsteinen errichtete Templo del Carmen gehörte zu einem Karmeliterinnenkonvent und ist das älteste Bauwerk der Stadt (1644–1655).[2]
- Die im Jahr 1744 begonnene Iglesia de Nuestra Señora de la Luz zeigt eine typisch mexikanische Barockfassade mit einer mittleren Portalzone und zwei seitlichen Glockentürmen (campanarios) wie sie auch an der Kirche Santa Prisca in Taxco de Alarcón und andernorts zu sehen ist. Während der untere Teil der Türme ungegliedert und schmucklos gestaltet ist, sin die eigentliche Turmgeschosse reich gegliedert. Das Innere der Kirche hat heutzutage ein klassizistisches Aussehen.
- Die Kirche des ehemaligen Dominikanerklosters (Santo Domingo) befindet sich im Süden der Stadt. Sie ist ähnlich aufgebaut wie die Iglesia de Nuestra Señora de la Luz, verfügt jedoch nur über einen Turm. Der ehemalige Friedhof ist mit seinen schönen Grabmälern ist größtenteils zerstört.

Umgebung
- Die in ihrem heutigen Zustand aus dem 19. und frühen 20. Jahrhundert stammende Hacienda de San José del Carmen gilt als eine der sehenswertesten im Umland.

## Persönlichkeiten
- Horacio García Aguilar (1919–2002), Agraringenieur, Wirtschaftsmanager und Politiker